# Mary Kay Ash
Mary Kay Ash (nascida Mary Kathlyn Wagner; Cypress, 12 de maio de 1918 — Dallas, 22 de novembro de 2001), foi uma empresária americana e fundadora da Mary Kay Cosmetics, Inc. Quando morreu, ela tinha uma fortuna de US$ 98 milhões e sua empresa tinha mais de US$ 1,2 bilhão em vendas com uma força de vendas de mais de 800.000 em pelo menos 36 países.

## Vida pregressa
Mary Kay Ash, nascida Mary Kathlyn Wagner em Hot Wells, Condado de Harris, Texas, era filha de Edward Alexander e Lula Vember Hastings Wagner. Sua mãe foi treinada como enfermeira e mais tarde se tornou gerente de um restaurante em Houston. Ash frequentou a Dow Elementary School e a Reagan High School em Houston, e se formou em 1934.
Ash se casou com Ben Rogers aos dezessete anos. Eles tiveram três filhos, Ben Jr., Marylin Reed e Richard Rogers. Enquanto seu marido servia na Segunda Guerra Mundial, ela vendia livros de porta em porta. Após o retorno do marido em 1945, eles se divorciaram. Mais tarde, ela se casou com o irmão de Mary C. Crowley, fundadora da Home Interiors and Gifts.

## Carreira
Ash foi trabalhar para Stanley Home Products em 1939. Frustrada ao ser preterida para uma promoção em favor de um homem que ela havia treinado, Ash se aposentou em 1963 e pretendia escrever um livro para ajudar as mulheres nos negócios. O livro se transformou em um plano de negócios para sua empresa ideal e, no verão de 1963, Mary Kay Ash e seu novo marido, George Hallenbeck, planejaram iniciar a Mary Kay Cosmetics. No entanto, um mês antes de Mary Kay e George iniciarem a Beauty by Mary Kay, como a empresa era então chamada, George morreu de ataque cardíaco. Um mês após a morte de George em 13 de setembro de 1963, quando ela tinha 45 anos com um investimento de US$ 5.000 de seu filho mais velho, Ben Rogers Jr. Mary Kay Cosméticos. A empresa iniciou sua operação original de loja "Beauty By Mary Kay" em Dallas. Eles usaram uma vitrine de mais de 46 m² com nove vendedoras inscritas. Ela copiou o mesmo modelo de “festa em casa” usado por Stanley, Tupperware e outros. Um representante da Mary Kay convidava suas amigas para tratamentos faciais gratuitos e depois lançava os produtos. Os lucros chegaram, com crescimento de dois dígitos a cada ano.
De acordo com Gavenas:
Mary Kay era uma modelo muito visível, muito ativo e de aparência quase ridiculamente feminina: uma mãe de três filhos temente a Deus, trabalhadora e impecavelmente arrumada que estava fazendo tudo ao seu alcance para ver outras mulheres progredirem e que amava orientando tanto que ela se referia a suas vendedoras como suas “filhas”. Também ao contrário da Avon, a Mary Kay fez com que suas vendedoras tivessem mais lucro por unidade: um batom Mary Kay custava aproximadamente o dobro do preço de um batom Avon e, portanto, gerava o dobro do lucro, enquanto o formato de festa em casa significava que vários clientes podiam ser abordados de uma só vez... Mary Kay tornou sua empresa propositadamente inclusiva, permitindo sua rápida expansão na Austrália, América do Sul, Europa e Ásia.

## Prêmios
Tanto durante sua vida quanto postumamente, Ash recebeu inúmeras homenagens de grupos empresariais, incluindo o Prêmio Horatio Alger. Em 1980, Ash recebeu o Golden Plate Award da American Academy of Achievement. Ash foi introduzida no Junior Achievement US Business Hall of Fame em 1996. Fundadora de longa data para instituições de caridade, ela fundou a Mary Kay Ash Charitable Foundation para arrecadar dinheiro para combater a violência doméstica e o câncer que afeta as mulheres. Ash atuou como presidente da Mary Kay Cosmetics até 1987, quando foi nomeada presidente emérita. A revista Fortune reconheceu a Mary Kay Inc. com a inclusão em "As 100 melhores empresas para se trabalhar na América". A empresa também foi eleita uma das 10 melhores empresas para as mulheres trabalharem. Seus reconhecimentos mais recentes foram o "Equal Justice Award" do Legal Services of North Texas em 2001, e "Most Outstanding Woman in the 20th Century" da Lifetime Television em 1999.

## Mary Kay Cosméticos, Inc
Ash e seus sócios, que incluíam seu filho, Richard, abriram o capital da empresa em 1968. Em 1985, a diretoria da empresa decidiu tornar a empresa privada novamente após dezessete anos como empresa pública. Ash permaneceu ativo na Mary Kay Cosmetics, Inc. até sofrer um derrame em 1996. Richard Rogers foi nomeado CEO da Mary Kay Cosmetics, Inc. em 2001. Na época da morte de Ash, a Mary Kay Cosmetics tinha mais de 800.000 representantes em 37 países, com vendas totais anuais de mais de US$ 200 milhões. Em 2014, a Mary Kay Cosmetics tem mais de 3 milhões de consultoras em todo o mundo e um volume de atacado superior a 3 bilhões.[carece de fontes?]

## Livros
Ash foi o autor de vários livros, incluindo Mary Kay, uma autobiografia em 1994, Miracles Happen e You Can Have It All em 1995. Seu primeiro livro chamado Mary Kay on People Management foi publicado em 1984 e a editora Nightingale Conant produziu um programa de áudio escrito por Ash com o mesmo título do livro.

## Morte
Mary Kay Ash morreu em 22 de novembro de 2001. Está enterrada no cemitério Sparkman-Hillcrest Memorial Park em Dallas, Texas.